# Labarani
Labarani est une localité située dans le département de Bourasso de la province de la Kossi dans la région de la Boucle du Mouhoun au Burkina Faso.

## Santé et éducation
La commune accueille un centre de santé et de promotion sociale (CSPS).